# براد هاميلتون
براد هاميلتون (بالإنجليزية: Brad Hamilton)‏ هو سباح جامايكي، ولد في 20 نوفمبر 1989.

## روابط خارجية
- براد هاميلتون على موقع الاتحاد الدولي للسباحة (الإنجليزية)
- براد هاميلتون على موقع اتحاد ألعاب الكومنولث (مؤرشف) (الإنجليزية)
- براد هاميلتون على موقع دورة ألعاب الكومنولث 2006 (مؤرشف) (الإنجليزية)